# 赵明明
赵明明（1970年3月13日—），辽宁沈阳人，满族，中国女演员。

## 主要经历
赵明明就读于吉林艺术学院1988级表演系本科班，在校期间已开始拍摄影视剧，1992年毕业。曾获大众电视“金鹰奖”最佳女主角提名及中国电影“金虎奖”最佳女主角奖。在成名作《女人不是月亮》中饰演农村姑娘“扣儿”一角，给大众留下深刻印象。其他著名角色包括情景喜剧《我爱我家》中的贾小凡、汉朝古装历史剧《汉宫飞燕》（又名：汉宫秘史）中的赵飞燕等。21世纪初，拍摄完电视剧《摩登家庭》及《没有冬天的海岛》后，由于家庭及健康原因息影。2013年，曾在情景喜剧《我们一家人》中短暂复出，饰演赵老师。

## 家庭
赵明明的前夫英宁（著名导演英达的堂弟）是其大学同班同学。两人于1992年毕业後即结婚，并育有一女；2000年离婚。

## 主要作品
- 《铁人》（1989年）
- 《情韵》（1990年）
- 《铁血群英》（电影）（1991年）
- 《女人不是月亮》（1992年）饰 扣儿
- 《京都纪事》（1993年）饰 楚小月
- 《我爱我家》[註 1]（1993年）饰 贾小凡
- 《金客·商客·镖客》（电影）（1994年）饰 秋花
- 《蝴蝶兰》（“上海女性三部曲”第一部）（1995年）饰 白蕙
- 《中国空姐》（又名：蓝色阴谋、天之娇）（1995年）饰 蓝星儿
- 《走入欧洲》[註 2]（1997年）饰 苏浣桑
- 《皇家遗孤》（1997年）
- 《无花的夹竹桃》（“上海女性三部曲”第二部）（1997年）饰 宗涵芝
- 《汉宫飞燕》（又名：汉宫秘史）（1998年）饰 赵飞燕
- 《圣府风云》（1998年）
- 《相思年代》（“上海女性三部曲”第三部）（1998年）饰 祁华
- 《沧海情仇》（1999年）
- 《月是哪儿圆》（1999年）
- 《笔祖蒙恬》（电影）（2001年）饰 青霜
- 《摩登家庭》（2002年）饰 肖云楚
- 《没有冬天的海岛》（2002年）饰 苏梦
- 《我们一家人》[註 3]（2013年）饰 赵老师